# Čabdin
 Čabdin  falu Horvátországban Zágráb megyében. Közigazgatásilag Jasztrebarszkához tartozik.

## Fekvése
Zágrábtól 31 km-re délnyugatra, községközpontjától 3 km-re délkeletre, az A1-es autópálya mellett fekszik. 

## Története
A települést 1249-ben még birtokként „terra Chebden” néven említik először. 1783-ban az első katonai felmérés térképén „Dorf Cserdin” néven szerepel. A jaskai Szent Miklós plébániához tartozik. A falunak 1857-ben 127, 1910-ben 194 lakosa volt. Trianon előtt Zágráb vármegye Jaskai járásához tartozott. 2001-ben  172  lakosa volt.

## Lakosság
| Lakosság változása | Lakosság változása | Lakosság változása | Lakosság változása | Lakosság változása | Lakosság változása | Lakosság változása | Lakosság változása | Lakosság változása | Lakosság változása | Lakosság változása | Lakosság változása | Lakosság változása | Lakosság változása | Lakosság változása |
| ------------------ | ------------------ | ------------------ | ------------------ | ------------------ | ------------------ | ------------------ | ------------------ | ------------------ | ------------------ | ------------------ | ------------------ | ------------------ | ------------------ | ------------------ |
| 1857               | 1869               | 1880               | 1890               | 1900               | 1910               | 1921               | 1931               | 1948               | 1953               | 1961               | 1971               | 1981               | 1991               | 2001               |
| 127                | 143                | 153                | 185                | 159                | 194                | 201                | 199                | 175                | 165                | 167                | 145                | 164                | 173                | 170                |

## Külső hivatkozások
Jasztrebaszka város hivatalos oldala